# Малешор
Малешор  — деревня в Сысольском районе Республики Коми в составе сельского поселения  Межадор. 

## География
Расположена на левобережье реки Сысола к востоку от границы центра поселения села Межадор.  

## Топонимика
Название в переводе с коми означает «ручей головастиков» .

## Население
Постоянное население  составляло 105 человек (коми 88%) в 2002 году, 68 в 2010 .